# Ziemowit Ratajski
Ziemowit Ratajski (ur. 28 października 1908 w Raciborzu, zm. 16 marca 1985 w Endicott) – polski inżynier i konstruktor, syn Cyryla Ratajskiego i Stanisławy Ratajskiej (z domu May).

## Życiorys
Urodzony w Raciborzu pod zaborem pruskim. Władze niemieckie nie chciały zaakceptować imienia Ziemowit, dlatego sprawa skończyła się w sądzie. Jego ojciec, adwokat i przyszły prezydent Poznania, bez trudu wygrał proces.
W 1911 roku przeprowadził się z rodzicami do Poznania. W latach 1927–1935 studiował na Wydziale Elektrycznym Politechniki Gdańskiej, był członkiem Korporacji Akademickiej „Helania”. Po studiach zaczął pracować w Instytucie Lotnictwa w Warszawie. W czasie wojny ewakuowany do Anglii, po wojnie przeprowadził się do Stanów Zjednoczonych, gdzie został dyrektorem oddziału koncernu IBM.
Po śmierci spoczął w grobowcu rodzinnym na cmentarzu Zasłużonych Wielkopolan.

## Rodzina
Żonaty z Haliną z domu Podlewską (1912–1991). Miał córkę Magdę.